# Oscar Andrés Barrientos Bradašić
Oscar Andres Barientos Bradašić (Punta Arenas, 20. ožujka 1974.) je čilski književnik hrvatskog podrijetla. Piše eseje, prozu i pjesme. Djela su mu prevedena na francuski. Dobio je nekoliko književnih nagrada.
Proučava rad književnog kritičara Yerka Moretića.

## Djela
(popis nepotpun)
- "El viento es un país que se fue", Das Kapital Ediciones, Santiago de Chile, 2009 (novela o kitolovačkoj republici na otočju Kerguelenu) ISBN 978-956-8835-00-2 (preveden na hrvatski Vjetar je zemlja koja više nema, nakladnik AGM, podružnica Zagrebačkog holdinga i Hrvatska matica iseljenika, Zagreb, 2013.)[2]